# درویو
درویو (به ایتالیایی: Dervio) یک کومونه در ایتالیا است که در استان لکو واقع شده‌است.

## خصوصیات
درویو ۱۱٫۷ کیلومترمربع مساحت و ۲٬۶۹۴ نفر جمعیت دارد و ۲۲۰ متر بالاتر از سطح دریا واقع شده‌است.

## خواهرخوانده
شهر Rousínov خواهرخواندهٔ درویو هست.